# Lysinema fimbriatum
Lysinema fimbriatum är en ljungväxtart som beskrevs av Ferdinand von Mueller. Lysinema fimbriatum ingår i släktet Lysinema och familjen ljungväxter. Inga underarter finns listade i Catalogue of Life.